# Max und Moritz
Max und Moritz, in het Nederlands Max en Maurits, is een Duits geïllustreerd verhaal, geschreven en getekend door Wilhelm Busch uit 1865. Het bestaat uit tekeningen met bij elk prentje rijmende tekstregels. Het verhaal was in het begin niet zeer succesvol maar zag dan meerdere oplagen en maakte Busch aan een groot publiek bekend. In Duitsland is het een blijvend populaire klassieker van de kinderliteratuur, ook al is de beschreven wereld en het taalgebruik voor huidige lezers vrij verouderd.  
Max en Moritz zijn twee kwajongens die hun dorp onveilig maken. Ze halen in totaal zeven streken uit, waarvan de laatste dodelijk voor hen afloopt. Het geldt als een voorbeeld van zwarte humor. Daarom was het verhaal ook omstreden.
Deze reeks inspireerde in 1893 Rudolph Dirks' stripreeks The Katzenjammer Kids, waarbij de twee hoofdpersonages haast exacte kopieën zijn van Max en Moritz qua uiterlijk en gedrag. Het verhaal van Busch (en andere van zijn verhalen) worden in zekere zin als een van de eerste strips of tenminste als een voorloper van het stripverhaal gezien.
In 1965 verscheen bij A.W. Bruna & Zoon Max en Maurits als Zwarte Beertjes nr. 780. De tekst was voor Nederland bewerkt en vertaald door Bertus Aafjes.

## Inhoud
| Eerste streek: Max en Moritz vangen de kippen van de weduwe Bolte met stukjes brood, die met touw aan elkaar vast zijn gemaakt. De kippen vliegen zich vast in de boom, waar ze door de weduwe uit hun lijden worden verlost. |
| Tweede streek: De weduwe Bolte wil de kippen gaan braden, maar terwijl ze even in de kelder is, hengelen Max en Moritz de kippen door de schoorsteen omhoog. Het hondje Spitz krijgt de schuld. |
| Derde streek: Max en Moritz zagen het houten bruggetje voor het huis van kleermaker Böck bijna door, waardoor de arme kleermaker in de ijskoude beek belandt. |
| Vierde streek: Schoolmeester en kerkorganist Lämpel steekt nietsvermoedend zijn pijp aan als hij thuiskomt uit de kerk. Max en Moritz hebben er tijdens de kerkdienst buskruit in gestopt. |
| Vijfde streek: Oom Fritz wil gaan slapen, maar daar komt weinig van terecht doordat Max en Moritz zijn bed hebben volgestopt met meikevers. |
| Zesde streek: Max en Moritz gaan krakelingen stelen bij de bakkerij. Helaas vallen ze in de deegbak, juist op het moment dat de bakker weer terugkomt. De bakker bakt twee broodjes van de deegmannetjes. Als ze uit de oven komen blijkt dat ze nog leven en ze knagen zich een weg naar buiten. |
| Laatste streek: Max en Moritz snijden gaten in de graanzakken van boer Mecke. Als de boer de zakken naar de korenmolen wil brengen, stroomt het graan eruit. Maar de boer krijgt Max en Moritz te pakken. Hij stopt ze in een zak en doet daarmee wat hij met het graan had willen doen: hij brengt ze naar de molen. De restanten van Max en Moritz worden aan de eenden gevoerd. De dorpsbewoners zijn blij dat het eindelijk voorbij is met de plagerijen. |

## Trivia
- Het verhaal vormde de inspiratie voor de gelijknamige attractie in de Efteling.